# Programma sull'uomo e la biosfera

Logo MAB.

Il Programma sull'uomo e la biosfera (in inglese Man And the Biosphere [MAB] Programme) è uno dei sei programmi dell'UNESCO nel quadro delle scienze esatte e naturali. Gli altri cinque sono il Programma idrologico internazionale (International Hydrological Programme, IHP), il Programma internazionale di scienze di base (International Basic Sciences Programme, IBSP), il Programma internazionale per le scienze della Terra (International Geoscience and Geoparks Programme, originariamente International Geological Correlation Programme, IGCP), la Commissione oceanografica intergovernativa (Intergovernmental Oceanographic Commission, IOC) e il Programma mondiale per la valutazione dello stato delle risorse idriche (World Water Assessment Programme, WWAP).
Questo programma, iniziato nel 1968 e formalmente istituito nel 1971, mira a creare una base scientifica per promuovere un rapporto equilibrato tra uomo e ambiente attraverso la tutela della biodiversità e le buone pratiche dello sviluppo sostenibile a livello globale.
Poiché tocca questioni interconnesse a problemi scientifici, aree ecologiche, sociali e di sviluppo, il programma MAB riunisce diverse discipline (scienze naturali, scienze sociali, economia ed educazione) per migliorare gli ambienti umani e preservare gli ecosistemi naturali.
Il programma MAB ha come obbiettivo primario l'uso razionale e sostenibile delle risorse della biosfera e per ciò incoraggia gli approcci innovativi allo sviluppo economico che rispettino gli aspetti sociali, culturali ed ecologici, allo scopo di raggiungere un equilibrio sostenibile tra le esigenze, a volte altrimenti contrastanti, di promozione del benessere umano e di quello ambientale. 
Tra gli strumenti di cui dispone il programma, vi sono le riserve della biosfera, siti in cui gli obbiettivi del programma di uno sviluppo sostenibile vengono testati, raffinati implementati e partecipati dalle comunità umane interessate.
Questo programma si riflette in ogni paese attraverso comitati nazionali e nel mondo con la rete globale delle riserve della biosfera.
Il lancio del sito MAB a 40 ans è stata l'occasione per rendere omaggio a Michel Batisse, il quale giocò un ruolo centrale nella creazione, lancio e sviluppo del Programma MAB e della rete mondiale delle riserve della biosfera.